# Сикора Микола Йосипович
Микола Йосипович Сикора (1878—????) — український і радянський інженер чеського походження, жертва сталінських репресій. Народився і жив у Харкові. В студентські роки працював в Харківській обсерваторії спільно зі своїм братом Йозефом Сикорою, який пізніше став відомим астрономом. Після закінчення Харківського технологічного інституту працював залізничником (1903—1908), керівником і головним інженером кількох великих заводів (1908—1928), головним інженером і начальником проєктно-монтажного бюро з будівництва підвісних доріг (1928—1930). В 1928—1933 збудував багато промислових підвісних доріг на різних підприємствах Радянського союзу. 1933 року заарештований, звинувачений у шпигунстві на користь Чехословаччини і засуджений до 5 років таборів. Дата, місце й обставини смерті невідомі. Реабілітований посмертно.

## Біографія

### Дитинство
Народився 1878 року в Харкові, в родині майстра з ремонту музичних інструментів та домогосподарки. За походженням чех. 1898 року закінчив Харківське реальне училище та вступив до Харківського технологічного інституту (нині Національний технічний університет «Харківський політехнічний інститут»).

### Астрономічні дослідження
Вже на останньому курсі училища Микола Сикора почав виконувати в Харківській обсерваторії спостереження протуберанців і плям на Сонці. Він працював під керівництвом Людвіга Струве разом зі своїм старшим братом, Йозефом Сикорою (1870—1944), який пізніше став відомим чеським астрономом. З 1900 року до них приєдналась і сестра, О. Й. Сикора. Микола Сикора обробляв спостереження брата, вів самостійні спостереження сонячної активності, брав участь у спостереженнях місячних затемнень. У 1903 році Микола Сикора закінчив Харківський технологічний інститут за фахом інженера-технолога і завершив свою роботу в обсерваторії.

### Інженерна робота
У 1903—1908 роках працював на Південно-східних залізницях, — машиністом, майстром, інженером, начальником дільниці, помічником начальника головних майстерень. У 1908—1917 працював керівником Харківського машинобудівного і чавуноливарного заводу А. А. Пільстрема, в 1917—1925 — головним інженером машинобудівного заводу «Червоний Жовтень», а в 1925—1928 — головним інженером Машинобудівного тресту «Металооб'єднання» (у складі заводів «Червоний Жовтень», ім. Т. Г. Шевченка, Харківського велозаводу і Сумського заводу ім. М. В. Фрунзе).
У 1928—1930 був головним інженером і начальником проєктно-монтажного бюро з будівництва підвісних доріг. Брав участь в будівництві примислових підвісних доріг на багатьох заводах і шахтах Радянського союзу. На початку 1930-х років працював головним інженером на будівництві підвісної дороги в місті Ткварчелі в Грузії, потім був технічним директором на заводі «Подвесдор» у Харкові. З червня по жовтень 1933 року був головним інженером в тресті «Проектзаводтранс» і керував проєктуванням Уральського локомотивновагонного комбінату.

### Репресії
18 жовтня 1933 року був заарештований і звинувачений у шпигунстві на користь Чехословаччини. На допитах визнав, що в 1925—1932 передавав Чехословаччині дані про радянські канатні дороги та електростанції в обмін на дозвіл підтримувати зв'язок зі своїм сином, який виїхав на навчання в Чехословаччину, і передавати для нього гроші і золоті прикраси. На думку слідства, Сикора також був членом контрреволюційної організації, яка діяла під чеським керівництвом з метою організації збройного повстання і відторгнення України від СРСР.
5 березня 1934 року трійкою НКВС засуджений до 5 років таборів. Звинувачення ґрунтувалися тільки на особистому зізнанні Сикори, інших доказів не було, свідків не допитували, а його власні свідчення не перевіряли.
Дата смерті Сикори невідома. За даними огляду медичною комісією січні 1934, ув'язнений Сикора хворий на артеріоз, склероз і міокардит, «на етап слідувати може, але до будь-якої фізичної праці не придатний».
Син Миколи Сикори, Юліан Миколайович Сикора (1908—1938), також був заарештований (1933), засуджений до 5 років (1934), а після перегляду справи розстріляний (1938).
1989 року Микола Сикора реабілітований Військовою колегією Верховного Суду УРСР.